# Schloss Osten
Schloss Osten (polnisch Pałac w Osetnie) befindet sich im niederschlesischen Osetno.

## Geschichte
Um 1550 wurde ein Schloss im Stil der Renaissance, vermutlich von einem Festungsgraben umgeben. Während eines Umbaus des Schlosses in den Jahren 1615–1620 fertigte Johann Pohla aus Glogau, ein Vertreter des Manierismus, das reich verzierte Hauptportal an. Derzeit wird der Bau restauriert. Nach der polnischen Annexion der Region beherbergte der Bau eine landwirtschaftliche Agentur.

## Baubeschreibung
Das Gebäude ist auf drei Seiten von den Überresten eines Grabens umgeben. Der dreiflügelige Schlosskomplex besteht aus zwei Wohngebäuden, die durch Walmdächer miteinander verbunden sind, und einem dritten einstöckigen Gebäude, das mit einem Giebeldach gedeckt ist. Ein zylindrischer, von Strebepfeilern gestützte Uhrenturm schließt sich an der Südostseite des Schlosses an. Der Haupteingang wird von einem viersäuligen Portikus eingerahmt. Der östliche Teil des Schlosses ist im Stil der Spätrenaissance errichtet. Andere Teile haben barocken Charakter.

## Nachweise
- Bericht auf wochenblatt.pl
- Eintrag auf polskiezabytki.pl (Polnisch)